# Ултраси
Ултрасите са вид спортни фенове и субкултура, известни с фанатичната си подкрепа за отборите, чиито почитатели са. Като такива се определят предимно европейските последователи на футболни отбори. Ултрасите са известни с шумните и привличащи внимание прояви, с които изразяват подкрепа към фаворитите си, като факли (най-вече в тифо хореография), скандирания в големи групи (като част от агитки) и чрез плакати и транспаранти на футболните стадиони. Целта на тези прояви е да се създаде атмосфера на подкрепа към отбора-фаворит и да се сплашат противниковите играчи и фенове.
Проявите на ултрасите понякога могат да бъдат прекомерно екстремистки, както и повлияни от политически идеологии или възгледи относно расизма, до степен централната идеология на ултрасите, а именно – подкрепата им към отбора, да остане на втори план. В последните години субкултурата на ултрасите бе проникната от движението против комерсиализацията на спорта и в частност на футбола.
Някои групи ултраси са асоциирани с футболно хулиганство и редица отличителни черти, като татуировки, знамена, тениски и плакати с нацистка символика, Хитлеров поздрав и пр.